# Kazimierz Aleksander Pociej
Kazimierz Aleksander Pociej herbu Waga (ur. 14 maja 1666, zm. 10 czerwca 1728) – chorąży trocki od 1696, kasztelan witebski od 1700, kasztelan trocki od 1703, wojewoda witebski od 1706, starosta rohaczewski, suraski i żyżmorski, dyrektor trockiego sejmiku gromnicznego 1701 roku, dyrektor trockiego sejmiku elekcyjnego 1704 roku.
Młodszy syn Leonarda Gabriela Pocieja i Reginy Korffowej z Ogińskich, brat Ludwika Konstantego Pocieja. Z żoną Anną Teresą Lettow miał pięcioro dzieci:
- Antoni Pociej
- Aleksander Pociej
- Michał Pociej, starosta rohaczewski, żyżmorski
- Barbara Pociej, żona pisarza wielkiego litewskiego Józefa Brzostowskiego
- Teresa Pociej, żona Ignacego Humieckiego, stolnika wielkiego koronnego.

Ożenił się po raz drugi z Franciszką z Chaleckich, primo voto Rudominową, żoną Krzysztofa Rudominy Dusiatskiego, starosty raduńskiego.
Poseł sejmiku trockiego na sejm 1690 roku, sejm zwyczajny 1692/1693 roku, sejm nadzwyczajny 1693 roku, sejm 1695 roku. Poseł sejmiku trockiego na sejm konwokacyjny 1696 roku. Poseł trocki na sejm koronacyjny 1697 roku. W okresie wojny domowej na Litwie walczył przeciwko Sapiehom. Początkowo stronnik Augusta II Mocnego, członek konfederacji sandomierskiej (1704), potem poparł Stanisława Leszczyńskiego (1708), wreszcie ponownie po stronie Augusta II (1709).  Był uczestnikiem Walnej Rady Warszawskiej 1710 roku. 